# The G Files
The G Files – szósty studyjny album amerykańskiego rapera Warren G. Został wydany 29 września, 2009 roku nakładem wytwórni TTL Records.

## Lista utworów
1. "Intro"
2. "The West Is Back" (featuring: Halla, Mr. Lucc)
3. "True Star"
4. "Let's Get High (420 Anthem)" (featuring: Travis Barker & Black Nicc)
5. "100 Miles and Runnin" (featuring: Raekwon, Nate Dogg)
6. "Skate Skate" (featuring: Halla)
7. "Drinks Ain't Free"
8. "Swagger Rich" (featuring: Snoop Dogg, Cassie Davis)
9. "Suicide" (featuring: RBX)
10. "Masquerade" (featuring: Halla, Mr. Lucc)
11. "Hold On"
12. "What's Wrong" (featuring: Black Nicc, Halla)
13. "Ringtone"
14. "Crush" (featuring: Ray J)